# Region Süd (Little League Baseball World Series)
Die Region Süd war eine der vier Regionen der Vereinigten Staaten, welche Teilnehmer an die Little League Baseball World Series, das größte Baseball-Turnier für Jugendliche, entsendet. Die Region Süd wurde 1957 gegründet. 1967 wechselten Delaware und Maryland in die Region Ost. Oklahoma und Kentucky tauschten für das Jahr 2000 die Regionen. Durch die Verdoppelung des Teilnehmerfeldes ab 2001 wurde die Region Ost in die Regionen Südost und Südwest aufgeteilt.

## Teilnehmende Staaten

Teilnehmer der Region West. Blau: Mitglied bis 1967; Gelb: Mitglied bis 1999; Rot: Mitglied ab 2000

Folgende Staaten waren in dieser Region organisiert:
- Alabama
- Arkansas
- Delaware (bis 1967)
- Florida
- Georgia
- Kentucky (bis 1999)
- Louisiana
- Maryland (bis 1967)
- Mississippi
- North Carolina
- Oklahoma (ab 2000)
- South Carolina
- Tennessee
- Texas
- Virginia
- West Virginia

## Resultate an den Little League Baseball World Series

### Nach Jahr
| Jahr | Meister                       | Stadt             | LLWS                    | W–L |
| ---- | ----------------------------- | ----------------- | ----------------------- | --- |
| 1957 | Industrial LL                 | Monterrey*        | Weltmeister             | 2–0 |
| 1958 | National League of Gadsden LL | Gadsden           | Dritter Platz           | 2–1 |
| 1959 | National League of Gadsden LL | Gadsden           | Erste Runde             | 0–1 |
| 1960 | North East Optimist Club LL   | Fort Worth        | Zweiter Platz           | 2–1 |
| 1961 | El Campo LL                   | El Campo          | Zweiter Platz           | 2–1 |
| 1962 | Val Verde County LL           | Del Rio           | Fünfter Platz           | 2–1 |
| 1963 | North Houston LL              | North Houston     | Fünfter Platz           | 1–1 |
| 1964 | South Brookley LL             | Mobile            | Dritter Platz           | 2–1 |
| 1965 | North Waco LL                 | Waco              | Dritter Platz           | 2–1 |
| 1966 | Westbury American LL          | Houston           | Weltmeister             | 3–0 |
| 1967 | West Tampa LL                 | Tampa             | Fünfter Platz (geteilt) | 1–1 |
| 1968 | Tuckahoe LL                   | Richmond          | Zweiter Platz           | 2–1 |
| 1969 | West Tampa LL                 | Tampa             | Dritter Platz (geteilt) | 1–1 |
| 1970 | National Optimist LL          | Nashville         | Siebter Platz           | 1–2 |
| 1971 | Gardenside LL                 | Lexington         | Achter Platz            | 0–3 |
| 1972 | National LL                   | Vienna            | Siebter Platz           | 1–2 |
| 1973 | Belmont Heights LL            | Tampa             | Dritter Platz           | 2–1 |
| 1974 | American LL                   | Jackson           | Fünfter Platz           | 2–1 |
| 1975 | Belmont Heights LL            | Tampa             | Zweiter Platz           | 1–1 |
| 1976 | Tuckahoe American LL          | Richmond          | Dritter Platz (geteilt) | 1–1 |
| 1977 | Hub City LL                   | Hattiesburg       | Fünfter Platz           | 2–1 |
| 1978 | South Lexington LL            | Lexington         | Dritter Platz           | 2–1 |
| 1979 | Burns Park LL                 | North Little Rock | Dritter Platz           | 2–1 |
| 1980 | Belmont Heights LL            | Tampa             | Zweiter Platz           | 2–1 |
| 1981 | Belmont Heights LL            | Tampa             | Zweiter Platz           | 2–1 |
| 1982 | American LL                   | Sarasota          | Siebter Platz           | 1–2 |
| 1983 | East Marietta National LL     | Marietta          | Weltmeister             | 3–0 |
| 1984 | National LL                   | Altamonte         | Zweiter Platz           | 2–1 |
| 1985 | American LL                   | Morristown        | Dritter Platz           | 2–1 |
| 1986 | American LL                   | Sarasota          | Dritter Platz           | 2–1 |
| 1987 | American LL                   | Morristown        | Siebter Platz (geteilt) | 0–2 |
| 1988 | Northwest 45 LL               | Spring            | Dritter Platz           | 2–1 |
| 1989 | Northside LL                  | Tampa             | Fünfter Platz           | 2–1 |
| 1990 | Cottage Hill LL               | Mobile            | Fünfter Platz (geteilt) | 1–1 |
| 1991 | National LL                   | Dunedin           | Sechster Platz          | 1–2 |
| 1992 | South Lake Charles LL         | Lake Charles      | Gruppenphase            | 1–2 |
| 1993 | Tuckahoe American LL          | Richmond          | Gruppenphase            | 0–3 |
| 1994 | Central Springfield LL        | Springfield       | Dritter Platz (geteilt) | 2–2 |
| 1995 | Northwest 45 LL               | Spring            | Zweiter Platz           | 3–2 |
| 1996 | R.L. Turner LL                | Panama City       | Dritter Platz (geteilt) | 3–1 |
| 1997 | Manatee G.T. Bray East LL     | Bradenton         | Dritter Platz (geteilt) | 2–2 |
| 1998 | Greenville LL                 | Greenville        | Dritter Platz (geteilt) | 2–2 |
| 1999 | National LL                   | Phenix City       | Zweiter Platz           | 3–2 |
| 2000 | Bellaire LL                   | Bellaire          | Zweiter Platz           | 3–2 |

* Monterrey war 1957 Texas zugeteilt. (Region Mexiko (Little League Baseball World Series))

### Nach Staat
| Staat          | Ost Region Meisterschaften | Welt- meisterschaften | W-L an den LLWS | %     |
| -------------- | -------------------------- | --------------------- | --------------- | ----- |
| Florida        | 13                         | 0                     | 22–16           | 0.579 |
| Texas          | 9                          | 1                     | 20–10           | 0.667 |
| Alabama        | 5                          | 0                     | 8–6             | 0.571 |
| Virginia       | 5                          | 0                     | 6–9             | 0.400 |
| Tennessee      | 4                          | 0                     | 5–6             | 0.455 |
| Kentucky       | 2                          | 0                     | 2–4             | 0.333 |
| Georgia        | 1                          | 1                     | 3–0             | 1.000 |
| Mexiko         | 1                          | 1                     | 2–0             | 1.000 |
| Arkansas       | 1                          | 0                     | 2–1             | 0.667 |
| Mississippi    | 1                          | 0                     | 2–1             | 0.667 |
| North Carolina | 1                          | 0                     | 2–2             | 0.500 |
| Louisiana      | 1                          | 0                     | 1–2             | 0.333 |
| Delaware       | 1                          | 0                     | 0–1             | 0.000 |
| Maryland       | 0                          | 0                     | 0–0             | 0.000 |
| Oklahoma       | 0                          | 0                     | 0–0             | 0.000 |
| South Carolina | 0                          | 0                     | 0–0             | 0.000 |
| West Virginia  | 0                          | 0                     | 0–0             | 0.000 |
| Gesamt         | 44                         | 3                     | 73–54           | 0.575 |